# Шемонаихинская городская администрация
Городска́я администра́ция Шемона́иха, или го́род Шемона́иха (каз. Шемонаиха қала әкімдігі — Шемонаиха Қ. Ә.; Шемонаиха қаласы) — административно-территориальная единица Восточно-Казахстанской области, включающая в себя административный центр Шемонаихинского района город Шемонаиха. Общая площадь территории, подчинённой городской администрации составляет — 64,02 км². Собственно, численность населения городской администрации формирует её единственный населённый пункт — город Шемонаиха. Понятия «Шемонаихинская городская администрация» и «город Шемонаиха» (как населённого пункта) не являются равнозначными.
Городскую администрацию возглавляет аким города Шемонаиха, назначаемый акимом Шемонаихинского района в соответствии с Законом Республики Казахстан от 23 января 2001 года «О местном государственном управлении и самоуправлении в Республике Казахстан». В настоящее время обязанности главы города Шемонаиха исполняет Егор Драчев (с 6 апреля 2021 года).
Административный центр городской администрации — город Шемонаиха.

## География
Согласно решению Шемонаихинского районного маслихата Восточно-Казахстанской области от 11 февраля 2022 года № 15/6-VII «Об утверждении Плана по управлению пастбищами и их использованию по городу Шемонаиха Шемонаихинского района на 2022—2023 годы» — общая площадь города Шемонаиха составляет 6402 га; в том числе по категориям: земли сельскохозяйственного назначения — 1190 га, земля населённого пункта — 4766 га, земли промышленности, транспорта, связи, для нужд космической деятельности, обороны, национальной безопасности и иного несельскохозяйственного назначения — 191 га, земли водного фонда — 244 га, земли запаса — 11 га. Гидрография городской администрации главным образом рекой Уба и её притоками — Берёзовка, Поперечка, Трошиха, Шемонаиха.

## История
Указом Президиума Казахской ССР от 30 ноября 1940 года «О разукрупнении рабоче-поселкового совета Шемонаиха и организации на его базе новых сельских советов Шемонаихинского района Восточно-Казахстанской области»:138—139 — Шемонаихинский рабоче-поселковый совет был разукрупнён, а на его базе образовались следующие сельские советы:
- Октябрьский сельский совет с включением в его обслуживание населённых пунктов и ферм, расположенных на территории Шемонаихинского свиносовхоза с центром центральная усадьба совхоза»;
- Попереченский сельский совет с центром в селе Поперечное, включив в его обслуживание колхозы «Серп и Молот», «Красная Шемонаиха», «Молот» и железнодорожный разъезд «Казахстан»;
- Берёзовский сельский совет с центром в селе Трошиха, включив в его обслуживание колхозы: «Знамя Труда», «Страна Советов», населённые пункты: Медведиха, Андреевский, Моисеевский, Камышинка, Волчанка, Крюковский.
- Авроринский сельский совет с центром в селе Аврора, включив в его обслуживание колхозы: «Аврора», имени М. Горького, «Красный колос» и им. Пушкина.

Указом Президиума Казахской ССР от 13 августа 1954 года «О внесении изменений в административно-территориальное деление сельских и аульных советов Восточно-Казахстанской области в связи с их укрупнением»:279—284 — населённые пункты Берёзовка и при ферме №1 Шемонаихинского совхоза Шемонаихинского поселкового совета были переданы в состав Октябрьского сельского совета.
По состоянию на 1989 год — Шемонаихинский горсовет (село Берёзовка).
Согласно решению XIX сессии Восточно-Казахстанского областного маслихата от 29 декабря 1998 года № 19/10 «О внесении изменений в административно-территориальное устройство некоторых городов и районов Восточно-Казахстанской области» — населённый пункт Берёзовка города Шемонаихи был передан в состав «Усть-Таловского поселкового округа».

## Население
| Численность населения | Численность населения | Численность населения | Численность населения | Численность населения | Численность населения | Численность населения |
| 1959                  | 1970                  | 1979                  | 1989                  | 1999                  | 2009                  | 2021                  |
| --------------------- | --------------------- | --------------------- | --------------------- | --------------------- | --------------------- | --------------------- |
| 15 916                | ↗20 565               | ↗22 612               | ↗23 607               | ↘19 924               | ↘19 127               | ↘18 448               |

## Состав
| № | Населённый пункт | Тип населённого пункта        | КАТО      | Географические координаты       | Население, 2021 г. |
| - | ---------------- | ----------------------------- | --------- | ------------------------------- | ------------------ |
| 1 | Шемонаиха        | город, административный центр | 636820100 | 50°37′44″ с. ш. 81°54′39″ в. д. | ↘18 448            |